# 종교적 경험의 다양성

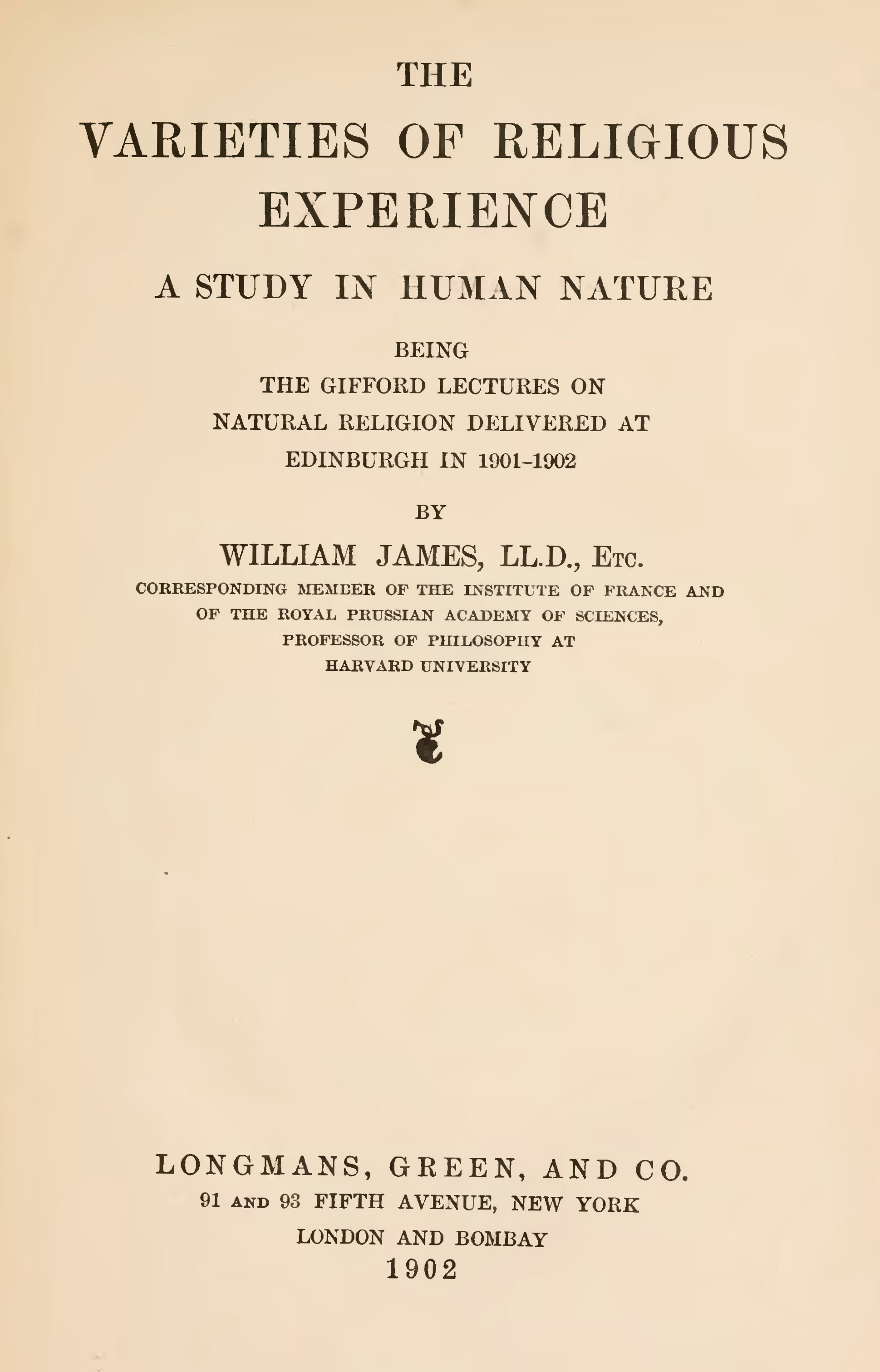

《종교적 경험의 다양성》(The Varieties of Religious Experience)은 하버드 대학 심리학자이자 철학자인 윌리엄 제임스의 책이다. 그것은 1901년과 1902년 사이에 스코틀랜드 에든버러 대학에서 한 자연 신학에 대한 그의 편집된 기포드 강연으로 구성되었다. 강의는 개인의 종교적 경험 과 신비주의에 대한 심리학적 연구에 관한 것이며, 다양한 예를 사용하여 전통을 초월한 종교적 경험의 공통점을 확인했다.

## 같이 보기
- 신비주의